# エリック・ミラー (サッカー選手)
エリック・ミラー（Eric Miller、1993年1月15日 - ）は、アメリカ合衆国出身のプロサッカー選手。ポジションはDF。メジャーリーグサッカー・ポートランド・ティンバーズ所属。

## クラブ経歴
2014年MLSスーパードラフトの1巡目（全体5人目）でモントリオール・インパクトに指名された。3月8日のFCダラス戦でプロデビュー。
2016年2月、2018年MLSスーパードラフト1巡目指名権＋金銭とのトレードでコロラド・ラピッズに加入。
2018年5月、サム・ニコルソンとのトレードでミネソタ・ユナイテッドFCに加入。
2019年7月29日、5万ドルの金銭トレードでニューヨーク・シティFCに移籍。
2019年11月の再エントリードラフトでナッシュビルSCに指名された。
2023年2月25日、ポートランド・ティンバーズに移籍した。

## 代表歴
2016年1月、アイスランド代表とカナダ代表との親善試合で代表初召集を受けた。

## タイトル

### クラブ
モントリオール・インパクト
- カナディアン・チャンピオンシップ:2014